# Merton Hanks
Merton Edward Hanks (Dallas, 12 marzo 1968) è un ex giocatore di football americano statunitense che ha giocato nel ruolo di safety (defensive back) per nove stagioni nella National Football League (NFL). Fu scelto nel corso del quinto giro (122º assoluto) del Draft NFL 1991 dai San Francisco 49ers. Al college ha giocato a football all’Università dell'Iowa.

## Carriera professionistica
A causa di una cattiva prestazione nelle corsa delle 40 yard nell'NFL Scouting Combine, Hanks fu scelto solamente nel quinto giro del Draft 1991 dai San Francisco 49ers. Malgrado ciò, Hanks fu convocato per 4 Pro Bowl e inserito tre volte nella formazione ideale della stagione All-Pro. Divenne famoso per i suoi intercetti e i suoi ritorni, oltre che per la sua singolare "danza del pollo" con cui esultava, la quale fu in seguito emulata dalla stella del basket Shaquille O'Neal. Fu membro della formazione dei Niners del 1994 che vinse il Super Bowl XXIX contro i San Diego Chargers. Hanks terminò la sua carriera coi Seattle Seahawks, ritirandosi nel 1999.

## Vittorie e premi
- Super Bowl : 1 Vincitore del Super Bowl XXIX
- (4) Pro Bowl (1994, 1995, 1996, 1997)
- (3) All-Pro (1994, 1995, 1997)
- Defensive Back dell'anno (1995)

## Statistiche
| Tackle     | 445 |
| Sack       | 3,0 |
| Intercetti | 33  |
| Touchdown  | 3   |